# 科塞斯维尔
科塞斯维尔（法語：Cossesseville，法語發音：[kɔsɛsvil]）是法国卡尔瓦多斯省的一个市镇，属于卡昂区。

## 地理
科塞斯维尔（48°53'45"N, 0°25'10"W）面积4.74 平方千米，位于法国诺曼底大区卡爾瓦多斯省，该省份为法国西北部沿海省份，北濒大西洋英吉利海峡，东北与滨海塞纳省以海上边界相接，东临厄尔省，南至奧恩省，西与芒什省接壤。
与科塞斯维尔接壤的市镇（或旧市镇、城区）包括：勒博、克莱西、桑格莱地区皮埃尔菲特、拉波姆赖、蓬杜伊。

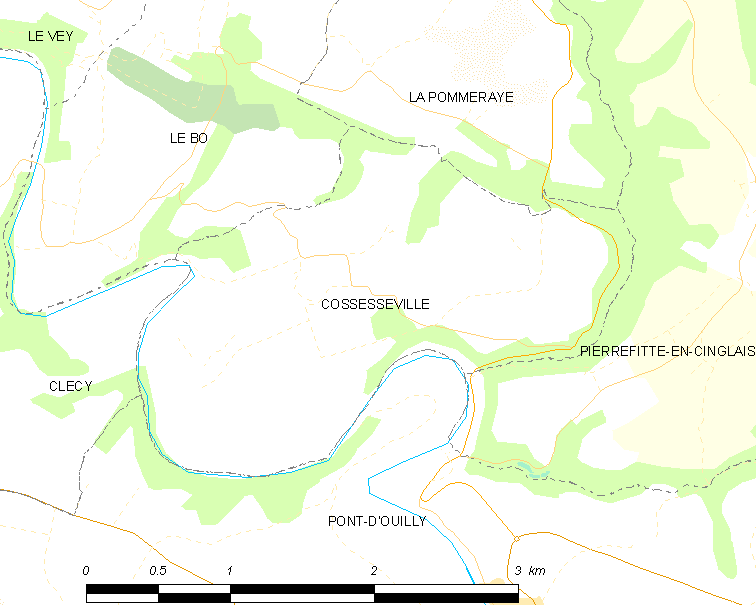
科塞斯维尔的OSM定位图

科塞斯维尔的时区为UTC+01:00、UTC+02:00（夏令时）。

## 行政
科塞斯维尔的邮政编码为14690，INSEE市镇编码为14183。

## 政治
科塞斯维尔所属的省级选区为勒奥姆县。

## 人口

1962-2008年间科塞斯维尔人口变化图示

科塞斯维尔于2022年1月1日时的人口数量为105人。